# Махляб, Ибрагим
Ибрагим Махляб (араб. إبراهيم محلب‎; род. 12 апреля 1949, Каир, Египет) — египетский государственный и политический деятель, премьер-министр Египта с 25 февраля 2014 по 19 сентября 2015 года.

## Карьера
Ибрагим Махляб занимал руководящие посты в «Arab Contractors», одной из крупнейших инженерно-строительных фирм на Ближнем Востоке. В 2010 году Ибрагим Махляб вошел в состав верхней палаты парламента Египта. Также он состоял в Национально-демократической партии, которой руководил Хосни Мубарак, бывший президентом Египта в течение почти 30 лет.

### Министр жилищного строительства
После военного переворота, в новом правительстве 16 июля 2013 года премьер-министром Хаземом аль-Баблауи был назначен на пост министра жилищного строительства, коммунального хозяйства и городского развития. В этой должности он запомнился тем, что насильственно выселил 1200 семей из своих домов в Каире, которые были разрушены.

### Премьер-министр

#### Первое правительство
24 февраля 2014 года временный президент Египта Адли Мансур назначил премьер-министром Ибрагима Махляба. Мансур поручил Махлябу сформировать новое правительство, так как предыдущее во главе с Хаземом аль-Баблауи 24 февраля в полном составе ушло в отставку. В новой должности Махляб пообещал сделать это в кратчайшие сроки, а затем сосредоточиться на борьбе с терроризмом, сказав, что:
Мы должны всецело посвятить себя работе во имя Египта. Нашей главной задачей станет обеспечение безопасной жизни граждан, мы будет работать над тем, чтобы сокрушить терроризм.
Также, по его словам, в числе приоритетов кабинета — завершение переходного периода: проведение президентских и парламентских выборов. При этом Махляб заверил египтян в том, что его Совет министров будет функционировать с максимально возможной прозрачностью и сделает все, чтобы улучшить жизнь граждан настолько, «насколько позволяют нынешние условия». Отвечая на вопрос о сроках формирования кабмина, политик заявил, что это произойдет в течение трёх — четырех дней.
1 марта временное правительство Египта во главе с новым премьер-министром Махлябом было приведено к присяге. Министр обороны Абдул-Фаттах Ас-Сиси сохранил свой пост в новом кабинете министров.

#### Второе правительство
9 июня, после того как Ас-Сиси был приведён к присяге президента Египта и заключительного заседания правительства, на котором были подведены итоги его работы за три с половиной месяца, в соответствии с конституцией правительство во главе с Махлябом в полном составе подало в отставку. Как ожидается, ему будет поручено сформировать новое правительство. Махляб в ближайшие часы должен представить заявление об отставке правительства президенту.
17 июня президент Египта Абдель-Фаттах Ас-Сиси привёл к присяге новое правительство под руководством премьер-министра Ибрагима Махляба. Среди 34 министров — 21 человек были в прошлом правительстве, в частности министры обороны и внутренних дел Сидки Субхи и Мухаммед Ибрагим, 13 новых лиц, в том числе — министр иностранных дел Самех Шукри, а 4 человека — женщины. Согласно новой конституции, устанавливающей независимую регуляцию СМИ было упразднено министерство информации, вместо которого был создан Национальный совет по информации. Перестановки затронули министерства юстиции, инвестиций, транспорта, культуры, охраны окружающей среды, высшего образования, юстиции переходного периода и по делам парламента, научных исследований, международного сотрудничества и по делам трущоб. Сохранили свои посты министры промышленности, нефти и туризма.

#### Третье правительство
5 марта Махляб провёл встречу с президентом Ас-Сиси, после чего отправил в отставку министра внутренних дел, туризма, образования, здравоохранения, культуры, сельского хозяйства, по делам древностей, сформировав таким образом новое правительство.
11 мая 2015 года министр юстиции Египта Махфуз Сабер в интервью телеканалу TV10 заявил, что «дети уборщиков слишком непритязательны, чтобы стать судьями», вследствие чего «они могут столкнуться с проблемами и даже страдать от депрессий», и им стоит найти более «подходящую работу», в то время как «судья должен быть родом из подходящего общества» и «воспитан в состоятельной и высокоморальной семье». Общественность Египта восприняла его высказывания как «расистские и оскорбительные для бедных», после чего Сабер подал в отставку из уважения к «простым гражданам», а Махляб заверил, что правительство ценит все слои общества. 17 мая министром юстиции был назначен Ахмед аль-Зенд, известный поддержкой военного переворота 2013 года и жёсткой критикой членов партии «Братья-мусульмане».
7 сентября министр сельского хозяйства Салах Хеляль подал прошение об отставке и на основании длительного расследования сразу же был задержан по обвинению в получении взяток от бизнесменов за незаконную выдачу лицензий на земельные участки. 12 сентября из-за коррупционного скандала Махляб заявил, что правительство в полном составе уходит в отставку. Формирование нового правительства было поручено министру по добыче нефти Шерифу Исмаилу, принёсшему 19 сентября присягу перед президентом Ас-Сиси.

## Личная жизнь
Женат, владеет английским и французским языками.